# Dzwonkówka srebrzystowłóknista

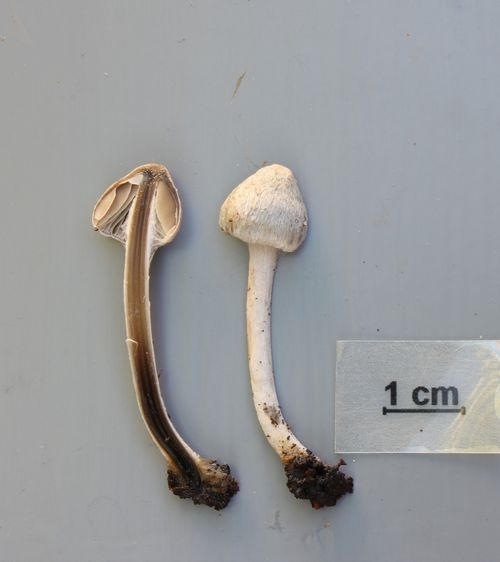

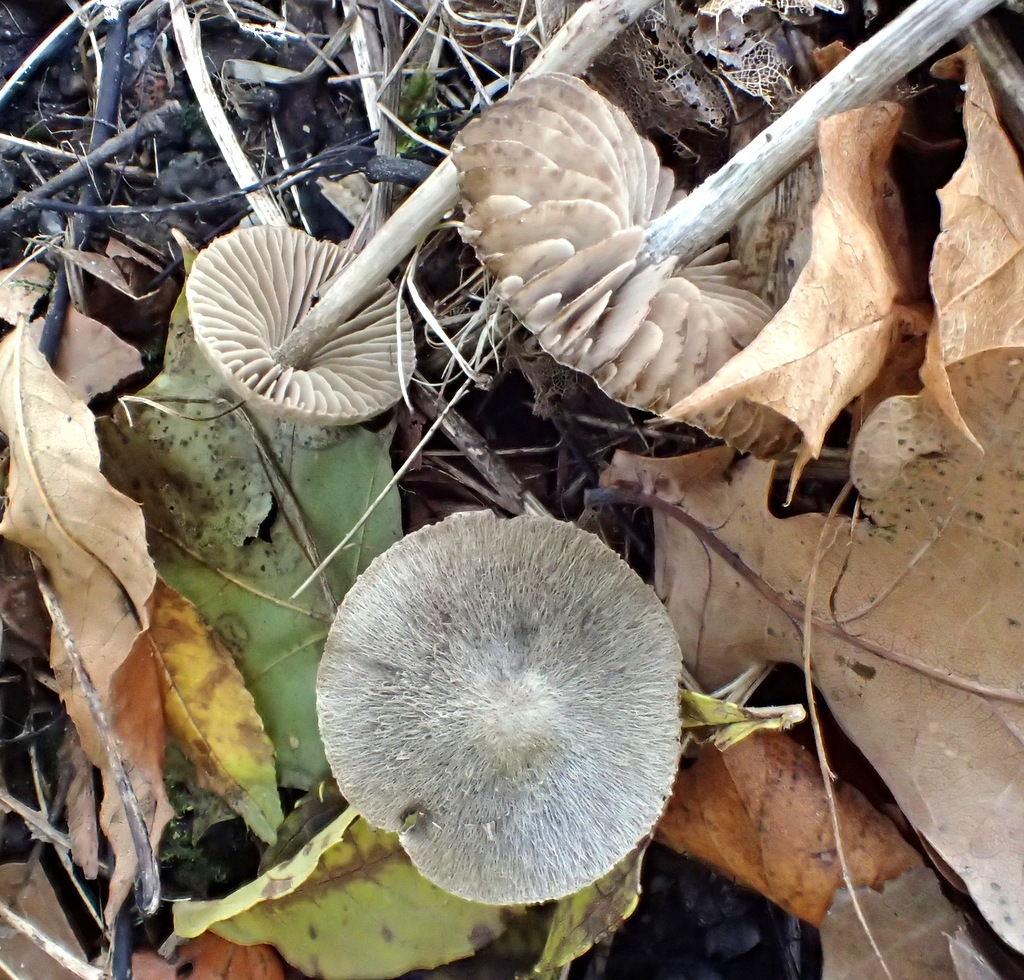

Dzwonkówka srebrzystowłóknista (Entoloma araneosum (Quél.) M.M. Moser) – gatunek grzybów z rodziny dzwonkówkowatych (Entolomataceae).

## Systematyka i nazewnictwo
Pozycja w klasyfikacji według Index Fungorum: Entoloma, Entolomataceae, Agaricales, Agaricomycetidae, Agaricomycetes, Agaricomycotina, Basidiomycota, Fungi.
Po raz pierwszy takson ten opisał w 1877 r. Lucien Quélet, nadając mu nazwę Agaricus ameides. Obecną, uznaną przez Index Fungorum nazwę, nadał mu w 1978 r. Meinhard Moser, przenosząc go do rodzaju Entoloma. Ma 17 synonimów. Niektóre z nich:
- Pouzarella araneosa (Quél.) Mazzer 1976
- Pouzarella fulvostrigosa (Berk. & Broome) Mazzer 1976
- Pouzaromyces araneosus (Quél.) P.D. Orton 1991[2].

Nazwę polską zaproponował Władysław Wojewoda w 2003 r.

## Morfologia
Kapelusz
Średnica 5–40 mm, początkowo dzwonkowaty lub stożkowaty, powoli rozszerzający się do stożkowo-wypukłego lub wypukłego, w końcu płasko-wypukły, w późniejszych stadiach często z wyraźnym garbkiem na środku. Brzeg początkowo podwinięty, potem prosty lub wywinięty do góry. Jest słabo higrofaniczny, jego blaszki prześwitują tylko nieco na brzegach. Powierzchnia mysioszara, czasem z brązowym odcieniem, gęsto pokryta srebrzysto-włókienkowatą, kłaczkowatą lub łuskowatą powłoką, wydającą się prawie białą i silnie błyszczącą, zwłaszcza u starszych okazów.
Blaszki
W liczbie 20–35, l = 1–3, umiarkowanie gęste, przyrośnięte, wąsko do szeroko brzuchatych, początkowo szare, potem różowoszare, brązowaworóżowe. Ostrza całe lub strzępiaste, tej samej barwy, lub nieco jaśniejsze.
Trzon
Wysokość 25–70 mm, grubość 1–5 mm, cylindryczny, zwykle poszerzony w kierunku podstawy, czasem wygięty. Powierzchnia szara do szarobrązowej, bledszy niż kapelusz, rzadko zabarwiona na czerwono u podstawy, biało oprószona do kłaczkowatej na wierzchołku, ku dołowi pokryta srebrzystymi włókienkami, przy podstawie szczeciniasta z szarymi lub czerwonymi, promienistymi włoskami.
Miąższ
Tej samej barwy co powierzchnia. Zapach słaby, prawie mączny lub gazowy.
Cechy mikroskopowe
Zarodniki (9,5–)10–14(–15) x 7,0–8,0(–9,0) µm, Q = 1,4–1,8, heterodiametryczne, 6–8–kątne w widoku z boku. Podstawki 4–zarodnikowe, bez sprzążek Krawędź blaszki sterylna lub miejscami sterylna. Cheilocystydy 45–75(–100) x 10–30 µm, wąsko do szeroko butelkowatych z szeroką częścią podstawną i długą, zwężającą się szyjką (o szerokość 2,5–5 µm), o cienkich, bezbarwnych ścianach, liczne, czasem przemieszane z podstawkami. Skórka typu pośredniego, podobna do trichodermy, składająca się z promieniście ułożonych, cylindrycznych lub napęczniałych strzępek o szerokości do 27 µm z maczugowatymi elementami końcowymi. Pigment blado szarobrązowy, brak sprzążek.

## Występowanie i siedlisko
Występuje w Ameryce Północnej, Południowej, Europie i Japonii. Najwięcej stanowisk podano w Europie. W Polsce do 2003 r. podano tylko jedno stanowisko. Według W. Wojewody częstość występowania i stopień zagrożenia tego gatunku nie są znane. Aktualne stanowiska podaje internetowy atlas grzybów. Znajduje się w nim na liście gatunków zagrożonych i wartych objęcia ochroną. Znajduje się na czerwonych listach gatunków zagrożonych w Niemczech i Holandii.
Grzyb naziemny. Występuje na łąkach wśród traw i w lasach liściastych na żyznej, próchnicznej lub gliniastej glebie. Owocniki pojedynczo, lub w niewielkich grupkach.